# Olympische Sommerspiele 2016/Schwimmen – 100 m Freistil (Männer)
Der Wettbewerb über 100 Meter Freistil der Männer bei den Olympischen Spielen 2016 in Rio de Janeiro wurde am 9. und 10. August 2016 im Olympic Aquatics Stadium ausgetragen. 59 Athleten aus 45 Ländern nahmen daran teil.
Es fanden acht Vorläufe statt. Die 16 schnellsten Schwimmer aller Vorläufe qualifizierten sich für die zwei Halbfinals, die am gleichen Tag ausgetragen wurden. Auch hier qualifizierten sich die Finalteilnehmer über die acht schnellsten Zeiten beider Halbfinals.
Abkürzungen:

WJ = Junioren-Weltrekord, WR = Weltrekord,
OR = olympischer Rekord, NR = nationaler Rekord

ER = Europarekord, NAR = Nordamerikarekord, SAR = Südamerikarekord, ASR = Asienrekord, AFR = Afrikarekord, OZR = Ozeanienrekord

## Bestehende Rekorde
| Weltrekord         | César Cielo ( Brasilien)     | 46,91 s | Rom, Italien                | 30. Juli 2009   |
| Olympischer Rekord | Eamon Sullivan ( Australien) | 47,05 s | Peking, Volksrepublik China | 13. August 2008 |

## Titelträger
| Olympiasieger | Nathan Adrian ( Vereinigte Staaten) | 47,52 s | London 2012   |
| Weltmeister   | Ning Zetao ( Volksrepublik China)   | 47,84 s | Kasan 2015    |
| Europameister | Luca Dotto ( Italien)               | 48,25 s | Debrecen 2016 |

## Vorlauf

### Vorlauf 1
| Platz | Name                   | Nation                  | Zeit        | Anmerkung |
| ----- | ---------------------- | ----------------------- | ----------- | --------- |
| 1     | Jhonny Jose Perez Peña | Dominikanische Republik | 51,50 s     |           |
| 2     | Thibaut Amani Danho    | Elfenbeinküste          | 52,78 s     |           |
| 3     | Robel Kiros Habte      | Äthiopien               | 1:04,95 min |           |

### Vorlauf 2
| Platz | Name              | Nation                        | Zeit    | Anmerkung |
| ----- | ----------------- | ----------------------------- | ------- | --------- |
| 1     | Igor Mogne        | Mosambik                      | 50,65 s | NR        |
| 2     | Sean Gunn         | Simbabwe                      | 50,87 s |           |
| 3     | Mathew Abeysinghe | Sri Lanka                     | 50,96 s |           |
| 4     | Andrew Chetcuti   | Malta                         | 51,37 s |           |
| 5     | Miguel Mena       | Nicaragua                     | 53,40 s |           |
| 6     | Rami Anis         | Unabhängige Olympiateilnehmer | 54,25 s |           |
| 7     | Sovijja Pou       | Kambodscha                    | 54,55 s |           |
| 8     | Sirish Gurung     | Nepal                         | 57,76 s | NR        |

### Vorlauf 3
| Platz | Name                | Nation    | Zeit    | Anmerkung |
| ----- | ------------------- | --------- | ------- | --------- |
| 1     | Oussama Sahnoune    | Algerien  | 49,20 s |           |
| 2     | Shane Ryan          | Irland    | 49,82 s |           |
| 3     | Alexandar Nikolow   | Bulgarien | 50,08 s |           |
| 4     | Ben Hockin          | Barbados  | 50,26 s |           |
| 5     | Ziv Kalontarov      | Israel    | 50,65 s |           |
| 6     | Raphaël Stacchiotti | Luxemburg | 50,79 s |           |
| 7     | Bradley Vincent     | Mauritius | 50,89 s |           |
| 8     | Nicholas Magana     | Peru      | 51,53 s |           |

### Vorlauf 4
| Platz | Name                | Nation              | Zeit    | Anmerkung |
| ----- | ------------------- | ------------------- | ------- | --------- |
| 1     | Dylan Carter        | Trinidad und Tobago | 48,80 s | NR        |
| 2     | Richárd Bohus       | Ungarn              | 48,86 s |           |
| 3     | Dominik Kozma       | Ungarn              | 48,92 s |           |
| 4     | Park Tae-hwan       | Südkorea            | 49,24 s |           |
| 5     | Cristian Quintero   | Venezuela           | 49,25 s |           |
| 6     | Jauhen Zurkin       | Belarus             | 49,37 s |           |
| 7     | Ari-Pekka Liukkonen | Finnland            | 50,14 s |           |
| 7     | Matthew Stanley     | Neuseeland          | 50,14 s |           |

### Vorlauf 5
| Platz | Name               | Nation         | Zeit    | Anmerkung |
| ----- | ------------------ | -------------- | ------- | --------- |
| 1     | Duncan Scott       | Großbritannien | 48,01 s | NR        |
| 2     | Glenn Surgeloose   | Belgien        | 48,65 s |           |
| 3     | Kristian Gkolomeev | Griechenland   | 48,68 s |           |
| 4     | Simonas Bilis      | Litauen        | 49,16 s |           |
| 5     | Anže Tavčar        | Slowenien      | 49,38 s |           |
| 6     | Filippo Magnini    | Italien        | 49,40 s |           |
| 7     | Marius Radu        | Rumänien       | 49,57 s |           |
| 8     | Björn Hornikel     | Deutschland    | 49,62 s |           |

### Vorlauf 6
| Platz | Name                  | Nation      | Zeit    | Anmerkung |
| ----- | --------------------- | ----------- | ------- | --------- |
| 1     | Santo Condorelli      | Kanada      | 48,22 s |           |
| 2     | Joseph Schooling      | Singapur    | 48,27 s | NR        |
| 3     | Wladimir Morosow      | Russland    | 48,39 s |           |
| 4     | Sebastiaan Verschuren | Niederlande | 48,51 s |           |
| 5     | Marcelo Chierighini   | Brasilien   | 48,53 s |           |
| 6     | Ning Zetao            | China       | 48,57 s |           |
| 7     | Katsumi Nakamura      | Japan       | 48,61 s |           |
| 8     | Yu Hexin              | China       | 48,87 s |           |

### Vorlauf 7
| Platz | Name             | Nation             | Zeit    | Anmerkung |
| ----- | ---------------- | ------------------ | ------- | --------- |
| 1     | Kyle Chalmers    | Australien         | 47,90 s | WJ        |
| 2     | Caeleb Dressel   | Vereinigte Staaten | 47,91 s |           |
| 3     | Yuri Kisil       | Kanada             | 48,49 s |           |
| 3     | Nathan Adrian    | Vereinigte Staaten | 48,58 s |           |
| 5     | Jérémy Stravius  | Frankreich         | 48,62 s |           |
| 6     | Andrei Gretschin | Russland           | 48,75 s |           |
| 7     | Shinri Shioura   | Japan              | 48,94 s |           |
| 8     | Benjamin Proud   | Großbritannien     | 49,14 s |           |

### Vorlauf 8
| Platz | Name                | Nation      | Zeit    | Anmerkung |
| ----- | ------------------- | ----------- | ------- | --------- |
| 1     | Cameron McEvoy      | Australien  | 48,12 s |           |
| 2     | Damian Wierling     | Deutschland | 48,35 s |           |
| 3     | Pieter Timmers      | Belgien     | 48,46 s |           |
| 4     | Luca Dotto          | Italien     | 48,47 s |           |
| 5     | Clément Mignon      | Frankreich  | 48,57 s |           |
| 6     | Federico Grabich    | Argentinien | 48,78 s |           |
| 7     | Nicolas Oliveira    | Brasilien   | 49,05 s |           |
| 8     | Velimir Stjepanović | Serbien     | 49,24 s |           |

## Halbfinale

### Lauf 1
| Platz | Name                  | Nation             | Zeit    | Anmerkung |
| ----- | --------------------- | ------------------ | ------- | --------- |
| 1     | Nathan Adrian         | Vereinigte Staaten | 47,83 s |           |
| 2     | Cameron McEvoy        | Australien         | 47,93 s |           |
| 3     | Caeleb Dressel        | Vereinigte Staaten | 47,97 s |           |
| 4     | Wladimir Morosow      | Russland           | 48,26 s |           |
| 5     | Sebastiaan Verschuren | Niederlande        | 48,28 s |           |
| 6     | Ning Zetao            | China              | 48,37 s |           |
| 7     | Luca Dotto            | Italien            | 48,49 s |           |
| 8     | Joseph Schooling      | Singapur           | 48,70 s |           |

### Lauf 2
| Platz | Name                | Nation         | Zeit    | Anmerkung |
| ----- | ------------------- | -------------- | ------- | --------- |
| 1     | Kyle Chalmers       | Australien     | 47,88 s | WJ        |
| 2     | Santo Condorelli    | Kanada         | 47,93 s |           |
| 3     | Pieter Timmers      | Belgien        | 48,14 s | NR        |
| 4     | Duncan Scott        | Großbritannien | 48,20 s |           |
| 5     | Marcelo Chierighini | Brasilien      | 48,23 s |           |
| 6     | Yuri Kisil          | Kanada         | 48,28 s |           |
| 7     | Clément Mignon      | Frankreich     | 48,57 s |           |
| 8     | Damian Wierling     | Deutschland    | 48,66 s |           |

## Finale
11. August, 04:03 MEZ
| Platz | Name                | Nation             | Zeit    | Anmerkung |
| ----- | ------------------- | ------------------ | ------- | --------- |
| 1     | Kyle Chalmers       | Australien         | 47,58 s | WJ        |
| 2     | Pieter Timmers      | Belgien            | 47,80 s | NR        |
| 3     | Nathan Adrian       | Vereinigte Staaten | 47,85 s |           |
| 4     | Santo Condorelli    | Kanada             | 47,88 s |           |
| 5     | Duncan Scott        | Großbritannien     | 48,01 s | NR 1      |
| 6     | Caeleb Dressel      | Vereinigte Staaten | 48,02 s |           |
| 7     | Cameron McEvoy      | Australien         | 48,12 s |           |
| 8     | Marcelo Chierighini | Brasilien          | 48,41 s |           |